# Chenlo
San Juan de Chenlo (en gallego y oficialmente, San Xoán de Chenlo) es una parroquia que se localiza en el ayuntamiento de Porriño. Es una de las 9 entidades locales menores de Galicia. Según el padrón municipal de 2008 tenía 522 habitantes (268 hombres y 254 mujeres, distribuidos en 17 entidades de población, lo que representa una disminución en relación con los años 2004, cuando tenía 549 habitantes, y 1999, con 532.
Entre 1812 y 1821 perteneció al municipio de Mosende (1812-1821) en el que reclamó mantenerse sin éxito. En 1836 pasó a formar parte del municipio de Porriño. En 1920 se constituyó cómo Entidad local menor.